# Pareuchilia tarsalis
Pareuchilia tarsalis är en skalbaggsart som beskrevs av Waterhouse 1879. Pareuchilia tarsalis ingår i släktet Pareuchilia och familjen Cetoniidae. Inga underarter finns listade i Catalogue of Life.